# Madfly
Madfly — американская глэм-рок-группа из Атланты, штат Джорджия, образованная в 1996 году. В её состав входили Уильям Дюваль (вокал, гитара), Нико Константин (гитара), Джеффри Блаунт (бас-гитара) и Биван Дэвис (ударные). Madfly записали и выпустили два альбома, Get the Silver (1996) и White Hot in the Black (1998). После ухода Джеффри Блаунта в 1999 году группа распалась, а оставшиеся музыканты основали рок-группу Comes with the Fall.

## История
После распада своей предыдущей группы No Walls Уильям Дюваль признавался, что его считали человеком, играющим «сложную» музыку, которая «опережала своё время». Он хотел изменить это восприятие как можно быстрее и для этого создал группу Madfly, «супер-глэм-поп-группу, которая являлась разворотом на 180 градусов по сравнению с предыдущими работами». В этом проекте Дюваль впервые выступал без гитары и фокусировался на пении, выступая в роли зажигательного фронтмена в яркой одежде:

Я раздражал многих, в особенности тех, кто поддерживал мои предыдущие группы. Они были в ярости, чувствовали себя преданными. Я часто слышал „Да как ты посмел?“. Те же, кто не знал меня раньше, говорили: „Что этот дурак возомнил о себе?“ Местные группы Атланты просто не делали ничего подобного тому, что делали мы. Я помню один из наших первых концертов, где я был целиком выкрашен в серебряный цвет — лицо, волос, руки, каждый сантиметр кожи, и надел облегающий пуловер и обтягивающие чёрные вельветовые бриджи. Не думаю, что я хоть раз появлялся на сцене с Madfly в одном и том же костюме.
Через несколько месяцев после создания Madfly записали свой дебютный альбом Get the Silver, вышедший в конце 1996 года. Два года спустя они выпустили второй альбом под названием White Hot in the Black с той же обложкой, что и Get the Silver, и более коротким списком композиций, половина из которых была опубликована ранее.

### Распад и создание Comes with the Fall (1999)
Когда басист Джеффри Блаунт покинул группу по медицинским причинам, его заменил Адам Стангер. Группа также изменила название на Comes with the Fall. Дюваль признавался, что ему хотелось «сбросить маску», взять вновь в руки гитару и вернуться к более тяжёлой и мрачной музыке, которую он играл ранее. Comes with The Fall полностью отказались от репертуара Madfly и стали играть совершенно другую музыку под другим названием.

## Дискография
- Get the Silver (1996)
- White Hot in the Black (1998)